# اقتصاد مالاوي
اقتصاد مالاوي يغلب عليه الطابع الزراعي، مع حوالي 80٪ من السكان الذين يعيشون في المناطق الريفية. مالاوي بلد غير ساحلي في جنوب وسط أفريقيا تصنف من بين البلدان الأقل نماء في العالم. وتشكل الزراعة 29٪ من الناتج المحلي الإجمالي و 85٪ من عائدات التصدير. الاقتصاد يعتمد على تدفقات كبيرة من المساعدة الاقتصادية من صندوق النقد الدولي، والبنك الدولي، والدول المانحة الفردية. وتواجه الحكومة تحديات قوية: لتحفيز الصادرات، لتحسين التعليم والمرافق الصحية، للتصدي للمشاكل البيئية من إزالة الغابات والتعرية، والتعامل مع مشكلة الإيدز في أفريقيا التي تنمو بسرعة.

## الزراعة
يعتبر التبغ من أهم محاصيل التصدير في ملاوي، حيث شكل ثلث عائدات التصدير في عام 2012. وفي عام 2000، كانت الدولة عاشر أكبر منتج للتبغ في العالم. ويتزايد اعتماد ملاوي على التبغ، حيث قفز شكل من 53٪ إلى 70٪ من عائدات التصدير بين عامي 2007 و 2008.
كما تعتمد البلاد بشكل كبير على الشاي، قصب السكر، والقهوة، وهم بالإضافة إلى التبغ يشكلون أكثر من 90٪ من عائدات التصدير في مالاوي. وكانت ملاوي تقليديًا مكتفية ذاتيًا من غذائها الأساسي الذرة، وخلال الثمانينيات كانت تصدر كميات كبيرة إلى جيرانها الذين يعانون من الجفاف. وما يقرب من 90٪ من السكان يعملون في زراعة الكفاف.
تغطي المسطحات المائية 20 في المائة من مساحة البلاد. بحيرة ملاوي هي واحدة من أهم المسطحات المائية العذبة في العالم، حيث فيها يوجد ما بين 700 إلى 1000 نوع من الأسماك. نما إنتاج الاستزراع المائي من أقل من ألف طن في عام 2005 إلى أكثر من 12200 طن في عام 2017.
فيما يلي أهم المحاصيل في ملاوي لعام 2009. (إحصاءات منظمة الأغذية والزراعة) 
| المحصول         | الإنتاج بالدولار الأمريكي الدولي | الإنتاج بالطن |
| --------------- | -------------------------------- | ------------- |
| الذرة           | 462,330                          | 3,582,500     |
| البفرة          | 404,764                          | 3,823,240     |
| التبغ           | 331,542                          | 208,155       |
| الفول السوداني  | 116,638                          | 275,176       |
| الموز           | 95,152                           | 400,000       |
| قصب السكر       | 82,093                           | 2,500,000     |
| البزلاء الهندية | 80,274                           | 184,156       |
| البقوليات       | 75,706                           | 164,712       |
| الفواكه         | 74,456                           | 213,321       |
| موز الجنة       | 72,634                           | 351,812       |

## الصناعة
في عام 2013، ساهم قطاع التصنيع في ملاوي بنسبة 10.7٪ من الناتج المحلي الإجمالي. الصناعات الرئيسية هي البناء، والسلع الاستهلاكية، والأسمنت، والأسمدة وإنتاج الأثاث والسجائر. جميع محاولات الحكومة في تنويع الاقتصاد قيدت بشكل خطير بسبب البنية التحتية الضعيفة، وقوة العمل غير المدربة بشكل كافٍ، ومناخ الأعمال الضعيف.

## الدعم الدولي
نفذت ملاوي برامج التكيف الهيكلي الاقتصادي بدعم من البنك الدولي، وصندوق النقد الدولي، وجهات مانحة أخرى منذ عام 1981. وتشمل أهداف الإصلاح الواسعة تحفيز نشاط القطاع الخاص ومشاركته من خلال إلغاء ضوابط الأسعار وتحرير التجارة والنقد الأجنبي وخصخصة الشركات المملوكة للدولة. تأهلت ملاوي للمبادرة البلدان الفقيرة المثقلة بالديون.

## إحصائيات
يبين الجدول التالي أهم المؤشرات الاقتصادية 1980-2017.
| السنة                                                             | 1980   | 1985   | 1990   | 1995   | 2000   | 2005   | 2006   | 2007  | 2008  | 2009  | 2010  | 2011  | 2012   | 2013   | 2014   | 2015   | 2016   | 2017   |
| ----------------------------------------------------------------- | ------ | ------ | ------ | ------ | ------ | ------ | ------ | ----- | ----- | ----- | ----- | ----- | ------ | ------ | ------ | ------ | ------ | ------ |
| الناتج المحلي الإجمالي بمليارات الدولارات (تعادل القدرة الشرائية) | 2.42   | 3.46   | 4.52   | 5.75   | 7.73   | 9.76   | 10.53  | 11.85 | 13    | 14.19 | 15.35 | 16.43 | 17.05  | 18.22  | 19.61  | 20.40  | 21.13  | 22.37  |
| نصيب الفرد (تعادل القدرة الشرائية)                                | 368    | 449    | 450    | 539    | 640    | 714    | 750    | 820   | 876   | 929   | 977   | 1,016 | 1,025  | 1,065  | 1,114  | 1,127  | 1,134  | 1,167  |
| النمو                                                             | 0.4 %  | 4.6 %  | 5.7 %  | 13.8 % | 0.8 %  | 3.3 %  | 4.7 %  | 9.6 % | 7.6 % | 8.3 % | 6.9 % | 4.9 % | 1.9 %  | 5.2 %  | 5.7 %  | 3.0 %  | 2.3 %  | 4.0 %  |
| التضخم (بالنسبة المئوية)                                          | 19.2 % | 10.6 % | 11.9 % | 83.1 % | 29.6 % | 15.4 % | 13.9 % | 8.0 % | 8.7 % | 8.4 % | 7.4 % | 7.6 % | 21.3 % | 28.3 % | 23.8 % | 21.9 % | 21.7 % | 11.5 % |
| الدين (نسبة مئوية من الناتج المحلي الإجمالي)                      | ...    | ...    | ...    | ...    | ...    | 107 %  | 28 %   | 28 %  | 36 %  | 36 %  | 30 %  | 31 %  | 44 %   | 59 %   | 55 %   | 61 %   | 60 %   | 59 %   |

## مزيد من القراءة
- Anthony and Doreen Young, A Geography of Malawi, Second edition. Evans Brothers, Limited, London (1978) ISBN 0-237-50296-8